# Roast
Il termine roast (in inglese americano, letteralmente, "arrosto") indica un rito amichevole e goliardico del costume statunitense, nel corso del quale una persona è messa pubblicamente alla berlina, in un contesto conviviale, facendone il bersaglio di lazzi e insulti comici, di elogi dai contenuti spesso imbarazzanti, di racconti di storie e circostanze bizzarre, reali o di fantasia, e di tributi accorati.
Questo implica che il roastee, ovvero la persona sottoposta al rito, può prendere questi lazzi in buona fede, nella loro vera natura, e non come reali insulti o critiche.
È considerato un grande onore essere sottoposti al roast, poiché la persona si ritrova circondata da amici, fan, e persone bene auguranti, le quali possono a loro volta ricevere trattamenti simili, anche durante lo stesso evento.
Il termine roast si riferisce tanto alla presentazione comica quanto al party che gli fa da cornice. Il presentatore che officia l'evento è chiamato il roastmaster. Di chiunque riceva un simile onore viene detto che è stato "arrostito" (roasted).
Il termine ha assunto popolarità grazie a Reddit e al suo noto subreddit dal nome r/roastme, in cui gli utenti, consapevolmente e volontariamente, postano dei selfie di loro stessi per essere derisi e presi in giro dagli altri utenti. 